# Danny López
Dany Antonio López Alvarado(San Juan del Sur, 1 de setembro de 1989) é um jogador de vôlei de praia nicaraguense.

## Carreira
Ele é filho de Víctor Aguilar e María Alvarado, canhoto, antes de dedicar ao voleibol, em sua cidade natal, praticou diversos esportes, inclusive futebol e basquete, e no vôlei começou aos 14 anos de idade e com 19 anos recebeu a primeira convocação para a seleção principal. casado com a voleibolista Lolette Rodríguez com quem lhe deu uma filha, e atua como administrador de empresas, possui pós-graduação em contabilidade, finanças e auditoria e também mestrado em Direito Tributário.
Em 2009, compôs dupla para o circuito NORCECA com Omar Peña na etapa de Boca Chica e finalizaram na décima terceira posição, depois com Winston Calderón na etapa de Puerto Vallarta quando finalizaram no décimo lugar. Juntos competiram na etapa de San Salvador no referido circuito em 2010, concluíram na décima quinta posição final.
Com Gerald Umaña competiu em etapas de Gran Cayman, Chiaspas e Varadero do circuito NORCECA e disputou os Pan de Guadalajara 2011 e terminaram na décima terceira posição. No ano seguinte, estiveram nas etapas de Toluca e Varadero do supracitado circuito.No circuito NORCECA de 2013, competiu ao lado de Gerson Contreras em Toluca quando finalizaram no oitavo lugar e com Gerald Umaña terminou na décima segunda posição em Mazatlan.
Na jornada de 2014, competiu ao lado de Gerson Contreras no circuito NORCECA na etapa da Cidade da Guatemala e com Henry Briceño em Varadero.
Na edição dos Pan de Toronto 2015 foi eliminado nas oitavas de final com seu parceiro Rubén Mora e disputaram também o Finals de Trinidad e Tobago.
Em 2016, ao lado de Rubén Mora terminaram na terceira posição da Continental Cup, na fase regional e na fase final terminaram na quinta posição, conquistaram mais adiante a medalha de ouro na XI nos Jogos Desportivos Centro-Americanos em Manágua e esteve com Gerald Umaña na etapa dominicana. Na temporada de 2018, disputaram a edição dos Jogos Centro-Americanos e do Caribe de 2018 - Masculino de Barranquilla e terminaram na quinta colocação., terminaram ainda em oitavo lugar no Finals NORCECA em Boca Chica.
Na jornada de 2019, esteve com Rubén Mora na edição dos Pan de Lima 2019 e finalizaram na décima terceira posição, depois, na etapa de Hato Mayor conquistaram o bronze no circuito NORCECAe na etapa das Ilhas Cayman, posteriormente disputou no circuito NORCECA ao lado de  Gerson Contrerasterminou em sétimo lugar no Finals em Boca Chica.
Em 2021, retomou a parceria com Rubén Mora e estrearam no Circuito Mundial nos torneios quatro estrelas em Cancún, alcançaram a quarta posição na Continental Cup, fase final no México, se qualificaram em Punta Cana para disputar o Campeonato Mundial de Roma 2022, na referida edição terminaram na trigésima sétima posição. No Circuito NORCECA de 2022, alcançou o sexto lugar na etapa de Manágua ao lado de Jefferson Cascante.
Nas competições de 2023, esteve  com Rubén Mora em etapa mexicana do circuito NORCECA, e no qualificatório para o Campeonato Mundial de Voleibol de Praia de 2023, torneio realizado em Punta Cana e terminaram na segunda posição, depois,  na edição do Campeonato Mundial de Vôlei de Praia de 2023 nas cidades mexicanas de Tlaxcala de Xicohténcatl,  Apizaco e Huamantla terminaram em trigésimo sétimo lugar e na décima terceira posição no Pan de Santiago 2023.